# Gentianella weberbaueri
Gentianella weberbaueri es una planta herbácea perteneciente a la familia de las gencianáceas. Es endémica del norte peruano, presente en las regiones de Áncash y Cajamarca. Crece entre los 3900 a 5100 m s.n.m.

## Descripción
Es una planta perenne erecta de 40-60 cm de altura con un portainjerto grueso con densas rosetas. Las hojas son basales brillantes, lineales o estrechamente lanceoladas-lineales, carnosas-coriáceas, de 10-14 cm por 5-6 mm. La inflorescencia consiste en una serie de cimas laterales pequeñas, terminales y erectas que forman un elegante corimbo con hasta cien flores. Las flores son de color rojo frambuesa a rojo pardusco, de 3,5 a 4 cm de largo, suspendidas de pedicelos delgados de 2 a 5 cm de largo.
El tallo vegetativo subterráneo presenta consistencia herbácea de 10-15 cm longitud y 15-30 mm de diámetro con entrenudos muy cortos.

## Hábitat
Crece en pajonales y áreas rocosas asociados con pajonal con suelos ligeramente húmedos, cubiertos de musgos y líquenes.

## Taxonomía
Gentianella weberbaueri fue descrita por el botánico argentino Humberto Antonio Fabris y la descripción publicada en Boletín de la Sociedad Argentina de Botánica 7(2): 93 en 1958.

## Importancia económica y cultural
Se utiliza medicinalmente en los Andes de Áncash, Perú, para prevenir las caries. Asimismo, las flores se recogen para decorar estatuas religiosas y el extracto hervido se utiliza como colorante rojo.

### Estudios farmacológicos
Los estudios con la planta han mostrado actividad antifúngica en Candida albicans, y antibacteriana en Staphylococcus aureus y Bacillus subtilis. También se han comprobado las propiedades antioxidantes.

## Galería de imágenes

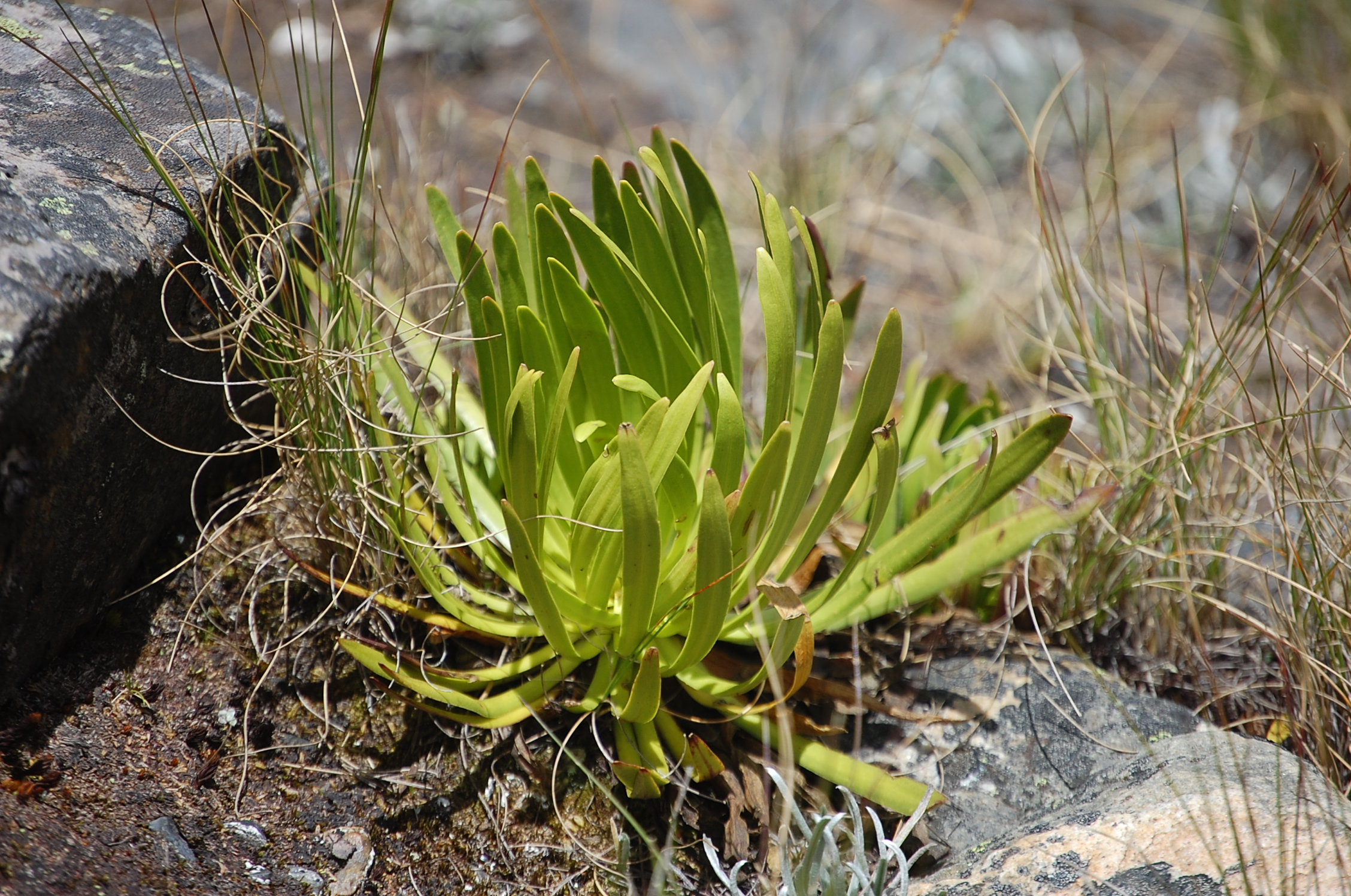
Hojas verticiladas en roseta.
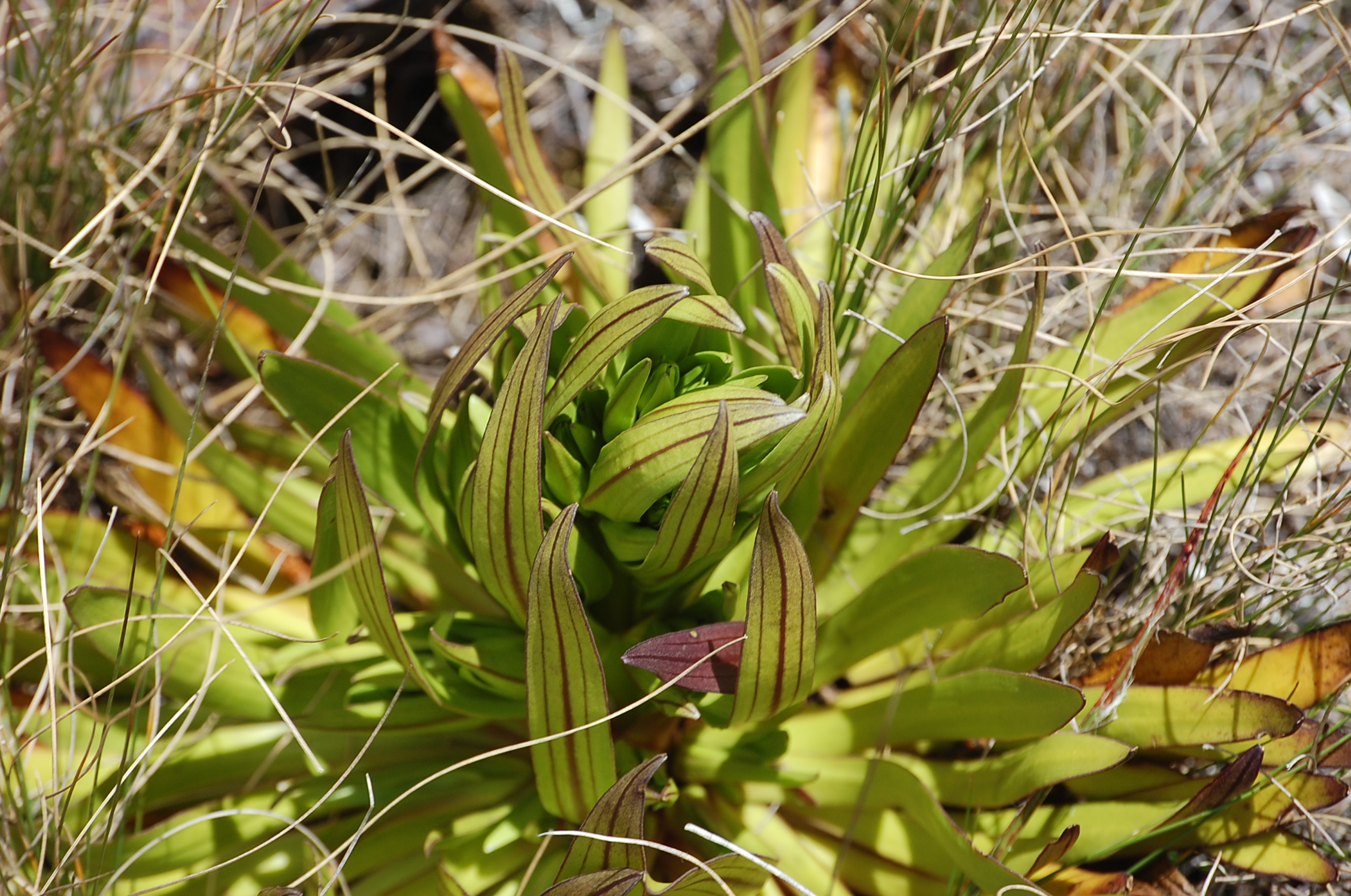
Tallo emergiendo de la roseta.
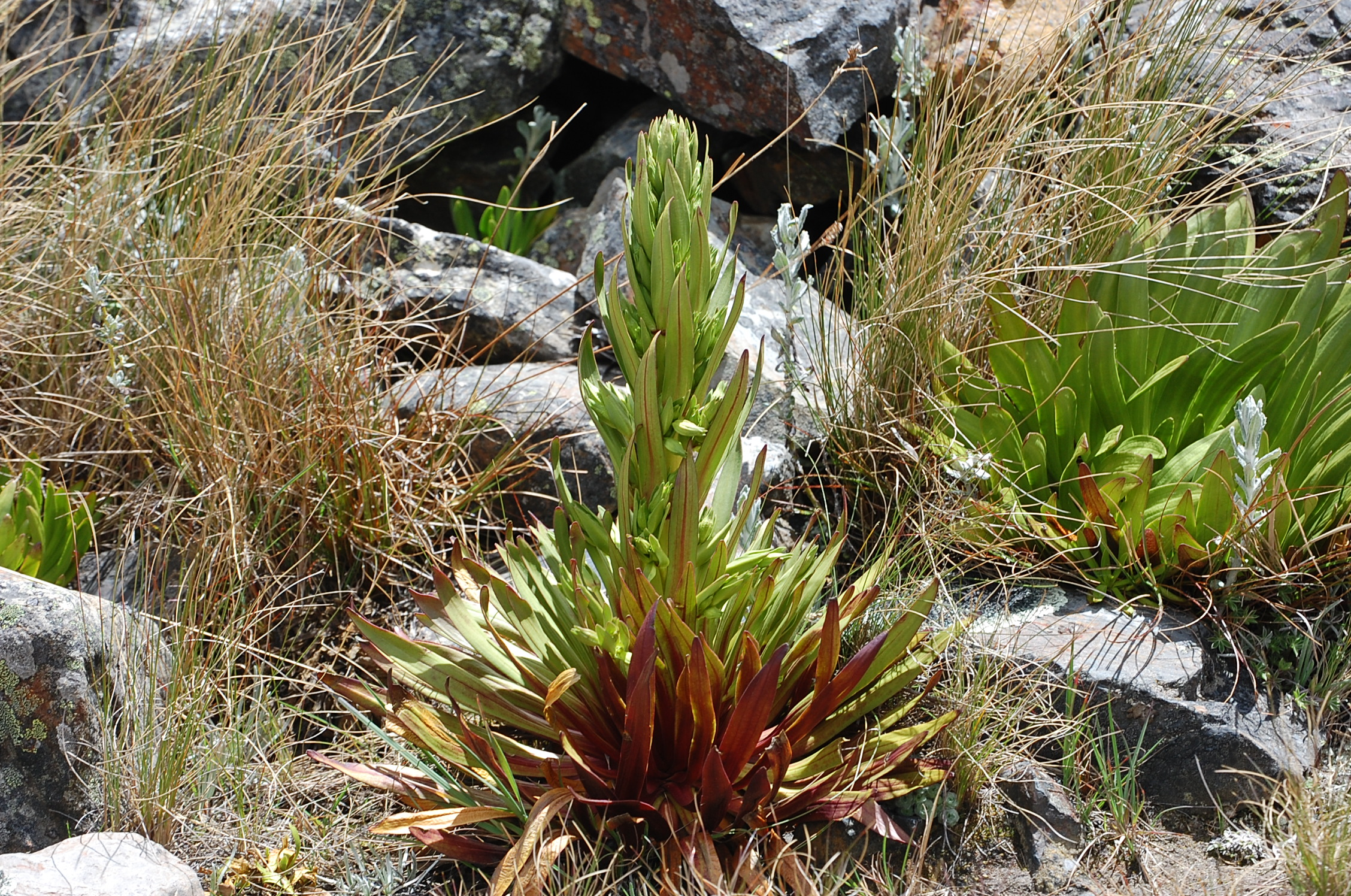
Tallo creciente.
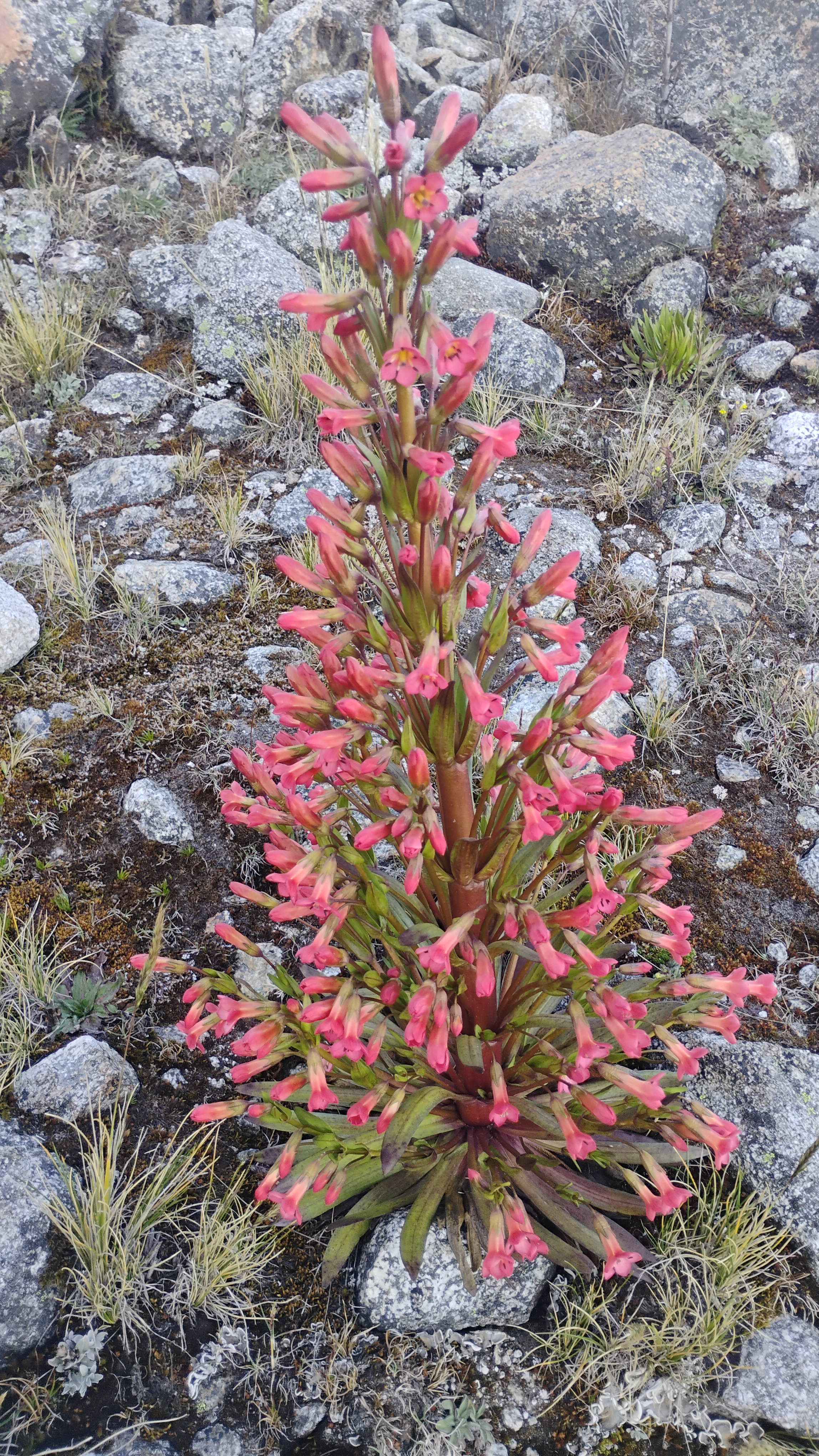
Planta con flores.